# 田中栄三
田中 栄三（たなか えいぞう、1886年11月3日 - 1968年6月13日）は、日本の映画監督、脚本家、俳優である。
新劇俳優から日活向島撮影所で映画監督となる。純映画劇運動の旗手として、「革新映画」と呼ばれる『生ける屍』や、『京屋襟店』などの画期的作品を作り、日本映画の芸術的革新者の一人となった。晩年は後進の指導を行い、俳優として自ら映画にも出演した。著書も多い。

## 来歴・人物
1886年（明治19年）11月3日、東京都日本橋兜町に生まれる。父親の伝吉は株屋を営んでいたが、3歳の時に父と死別している。1905年（明治38年）に国民英学会英文科を卒業し、校長の推薦で同校の講師となる。
1908年（明治41年）11月、藤沢浅二郎の主宰する東京俳優養成所（後に東京俳優学校に改称）に第一期生として入所。同期には上山草人、諸口十九、岩田祐吉がいた。田中はそこで教授をしていた小山内薫から近代劇のドラマトゥルギーや演技のリアリズムを学び、3年後の1911年（明治44年）6月、同校を卒業。俳優学校第一回卒業生試演『廃馬』（佐藤紅緑作）に岩田、諸口らとともに出演した。卒業後は小山内の土曜劇場や新劇場に参加して新劇俳優となるが、上手くいかなかった。
1917年（大正6年）4月、桝本清の勧めで日活向島撮影所に入社。はじめの7ヶ月間は小口忠監督の助手を務めており、翌1918年（大正7年）1月に監督となり、3月16日公開の『暁』で映画監督デビューした。
当時の日活向島撮影所は、新派映画を作っており、女役を女形が演じるなど、旧態依然とした製作体制をとっていた。そんな中、田中は日活の新派映画の革新を志し、山本嘉一、桝本らと同志的結合を結び、同年に監督第2作として、レフ・トルストイの同名小説の映画化である『生ける屍』を発表。同作では、カットバックや移動撮影、逆光線撮影などの技法を効果的に使ったほか、これまでの書割りからロケーション撮影を行ったり、イタリア映画を真似てこれまでの映画にはなかったアヴァンタイトルの監督名等のクレジットをつけるなど、旧来の作品からの脱却を試み「革新映画」の第1作とされた。また、田中が行った試みは帰山教正によって理論化・実践されており、二人は純映画劇運動の旗手的存在となった。
1919年（大正7年）に製作した『己が罪』では、陰ゼリフを止め、スポークンタイトルを入れ、ショットを細かく割ってみせたが、全国の活動弁士から日活営業部あてに抗議が寄せられた。
1920年（大正9年）、日活向島に女優を採用した映画を製作する、新劇部門の「第三部」を設け、田中はその第1作となる『朝日さす前』を監督。同作は12月31日に正月映画として封切られ、以降は第三部映画を作るが、1921年（大正10年）11月26日にチフスにかかって東京病院に入院し、半年間休業することとなった。この頃に第三部は解体された。
復帰後の1922年（大正11年）12月30日、『京屋襟店』が公開。同作は下町の老舗の没落を四季の移り変わりの中で描き、日活最後の女形映画となったが、日本人の生活と欲望をなまなましく表現した画期的な作品となり、最高傑作と評された。1923年（大正12年）3月15日には、岡田嘉子主演の『髑髏の舞』が公開され、日活向島も新派劇から現代劇へと転換することとなった。同年5月、同撮影所を退社した。また、同年11月10日に開校した日本映画俳優学校では、森岩雄、近藤伊与吉、帰山、仲木貞一らとともに講師を務めた。
1926年（大正15年）、東京の日活本社に同社の企画本部「金曜会」の結成に参加。森岩雄や益田甫、村田実らも参加して日活現代劇向上のためにシナリオを提供する。田中も溝口健二監督の『紙人形春の囁き』と、阿部豊監督の『彼を繞る五人の女』のシナリオを書く。
以降は、日本大学芸術学部映画科や、大映の演技研究所などで後進の育成を行った。戦後は、今井正監督の『また逢う日まで』（1950年）や豊田四郎監督の『雁』など、各社の映画に俳優として出演した。その傍ら、『トーキー俳優読本』等の著書を執筆、上梓し続けた。
1968年（昭和43年）6月13日午前6時、東京都世田谷区池尻の古畑病院で老衰のため死去。享年81。

## おもなフィルモグラフィ

### 監督
Category:田中栄三の監督映画
- 『暁』（1918年3月16日、日活向島撮影所）
- 『金色夜叉』（1918年4月12日、日活向島撮影所）
- 『生ける屍』（1918年2月1日、日活向島撮影所）
- 『黒水晶』（1918年5月13日、日活向島撮影所）
- 『乳姉妹』（1918年5月17日、日活向島撮影所）
- 『女の生命』（1919年1月14日、日活向島撮影所）
- 『復活』（1919年2月1日、日活向島撮影所）
- 『オセロ』（1919年3月16日、日活向島撮影所）
- 『不如帰』（1919年4月1日、日活向島撮影所）
- 『己が罪』（1919年11月20日、日活向島撮影所）
- 『朝日さす前』（1920年12月31日、日活向島撮影所第三部）
- 『乳姉妹』（1922年1月7日、日活向島撮影所）
- 『京屋襟店』（1922年12月30日、日活向島撮影所） - 兼原作・脚本
- 『髑髏の舞』（1923年3月15日、日活向島撮影所） - 兼原作・脚本
- 『浪子』（1932年5月19日、オリエンタル映画）

### 脚本
- 『紙人形春の囁き』（1926年2月28日、日活大将軍撮影所、監督溝口健二） - 原作・脚本
- 『彼を繞る五人の女』（1927年3月18日、日活大将軍撮影所、監督阿部豊） - 原作・脚本のみ

### 出演
- 『女の一生』（1949年、東宝・藤本プロダクション） - 源造 役
- 『青い山脈』（1949年、東宝・藤本プロダクション） - 武田校長 役
- 『白鳥は悲しからずや』（1949年、えくらん社） - 奥村久作 役
- 『野良犬』（1949年、映画芸術協会・新東宝） - 老人の町医者 役
- 『また逢う日まで』（1950年、東宝）
- 『ひめゆりの塔』（1953年、東映東京撮影所）
- 『雁』（1953年、大映東京撮影所） - お玉の父・善吉 役
- 『ここに泉あり』（1955年、中央映画） - 校長 役
- 『トランペット少年』（1955年、東映教育映画部）

## ビブリオグラフィ
国立国会図書館蔵書。
- 『近代劇精通』、籾山書店、1913年 / 1920年 2版
- 『オーバー、ゼ、ヒル物語』、ウヰル・カアルトン（en:Will Carleton）、富士印刷、1923年 - 訳書
- 『彼を繞る五人の女』、文藝春秋社出版部、1927年
- 『女優漫談』漫談叢書 第3編、聚英閣、1927年
- 『紙人形春の囁き』、文藝春秋社出版部、1928年
- 『トーキー俳優読本』、文藝春秋社出版部、1937年
- 『映画俳優読本』2版、日之出書房、1940年
- 『映画俳優準備読本』、映画日本社、1941年
- 『映画俳優読本』訂補4版、大日本印刷、1942年
- 『映画俳優ハンドブック』、映画世界社、1947年1月
- 『日活向島時代』、『シナリオ』昭和30年1月号所載、1955年 - 映画『ある映画監督の生涯 溝口健二の記録』資料提供にクレジットされている[15]
- 『新劇その昔』、文藝春秋新社、1957年
- 『対談日本新劇史』、戸板康二、青蛙房、1961年 - 対談
- 『映画・TV演技読本』改訂版、映画の友、1963年
- 『明治大正新劇史資料』、演劇出版社、1964年
- 『全終』、著・出版古畑積善、1969年 - 「古稀のお祝い」収録
- 『日本シナリオ大系 第1巻』、編・シナリオ作家協会、マルヨンプロダクションシナリオ文庫、1973年 - 脚本『京屋襟店』収録
- 『最尖端民衆娯楽映画文献資料集 7』、編・牧野守、ゆまに書房、2006年6月 ISBN 484332096X - 『彼を繞る五人の女』（1927年）の再版

## 註
1. 1 2  『映画年鑑』p.198
2. 1 2 3 4  世界大百科事典 第2版「田中栄三」の項
3. 1 2  OPAC NDL 検索結果、国立国会図書館、2009年12月4日閲覧。
4. ↑  JLogos 芸能人物事典「田中栄三」の項
5. 1 2  『映画評論 第19巻』p.92-97
6. 1 2  佐藤忠男著『日本の映画人 日本映画の創造者たち』p.373
7. ↑  『日本演劇史年表』p.236
8. 1 2  田中純一郎著『日本映画発達史I 活動写真時代』p.275-277
9. ↑  今村昌平著『日本映画の誕生』p.34
10. ↑  『映画評論 第20巻』p.128
11. ↑  世界大百科事典内の《京屋襟店》の言及より
12. ↑  田中純一郎著『日本映画発達史I 活動写真時代』p.370
13. ↑  田中純一郎著『日本映画発達史II 無声からトーキーへ』p.41
14. ↑  キネマ旬報[1976], p.249
15. ↑  ある映画監督の生涯 溝口健二の記録、日本映画データベース、2009年12月4日閲覧。